# Rhodanthemum atlanticum
Rhodanthemum atlanticum es una especie de planta floral del género Rhodanthemum, tribu Anthemideae, familia Asteraceae. Fue descrita científicamente por (Ball) B.H.Wilcox, K.Bremer & Humphries.
Se distribuye por Marruecos.